# Draconarius curiosus
Draconarius curiosus är en spindelart som beskrevs av Wang 2003. Draconarius curiosus ingår i släktet Draconarius och familjen mörkerspindlar. Inga underarter finns listade i Catalogue of Life.